# Wishbone Ash (album)
Wishbone Ash je první album skupiny Wishbone Ash. Debutové album skupiny se stalo skutečností poté, co vystupovali jako předkapela na koncertu Deep Purple začátkem 70. let. Kytarista skupiny Deep Purple, Ritchie Blackmore se během zvukové zkoušky připojil ke kytaristovi Andy Powellovi a jammoval s ním.
Blackmore pak doporučil společnosti MCA Records podepsat s Wishbone Ash kontrakt. Producent Deep Purple, Derek Lawrence, produkoval toto album, které neslo znaky blues, progressive rocku a psychedelické improvizace. Album bylo úspěšné a Wishbone Ash se tak stali jednou z nejpopulárnějších skupin začátku 70. let.

## Seznam stop
Všechny skladby napsali Andy Powell, Martin Turner, Ted Turner a Steve Upton
strana 1
1. Blind Eye – 3:15
2. Lady Whisky – 6:13
3. Errors Of My Way – 6:56
4. Queen Of Torture – 3:23

strana 2
1. Handy – 11:37
2. Phoenix – 10:26

Blind Eye a Queen Of Torture byly vydány na 7" singlu MCA MK5061 (únor 1971)]

## Obsazení
- Martin Turner – baskytara, zpěv
- Andy Powell – kytara, zpěv
- Ted Turner – kytara, zpěv
- Steve Upton – bicí